# Busy
Busy ist eine französische Gemeinde mit 675 Einwohnern (Stand: 1. Januar 2022) im Département Doubs in der Region Bourgogne-Franche-Comté. Sie gehört zum Arrondissement Besançon und ist Mitglied im Gemeindeverband Grand Besançon Métropole. Die Bewohner werden Busyots und Busyotes genannt.

## Geographie
Busy liegt auf 310 m, etwa zehn Kilometer südwestlich der Stadt Besançon (Luftlinie). Das Dorf erstreckt sich nahe dem westlichen Rand des Juras, auf einer Geländeterrasse am Nordabhang des Höhenzuges zwischen den Tälern von Doubs im Norden und Loue im Süden.
Die Fläche des 5,20 km² großen Gemeindegebiets umfasst einen Abschnitt des westlichen französischen Juras. Der Hauptteil des Gebietes wird von einer Mulde eingenommen, die durch einen schmalen Taleinschnitt nach Norden zum Doubs entwässert wird. Im Norden reicht der Gemeindeboden über eine teils von Felsbändern durchzogene Steilstufe bis an den Doubs hinunter, der hier durch die äußersten Ausläufer des Juras nach Südwesten fließt. Nach Osten erstreckt sich das Gemeindeareal über die angrenzenden Hügel bis an den Rand des Grand Bois nördlich der Loue. Mit 431 m wird auf der Höhe östlich des Dorfes die höchste Erhebung von Busy erreicht.
Nachbargemeinden von Busy sind Rancenay im Norden, Larnod im Osten, Chenecey-Buillon im Süden sowie Vorges-les-Pins und Thoraise im Westen.

## Geschichte
Der Ortsname ist vom lateinischen Wort buxus (Buchsbaum) abgeleitet. Im Mittelalter gehörte Busy zum Herrschaftsgebiet von Arguel. Zusammen mit der Franche-Comté gelangte das Dorf mit dem Frieden von Nimwegen 1678 an Frankreich.

## Sehenswürdigkeiten

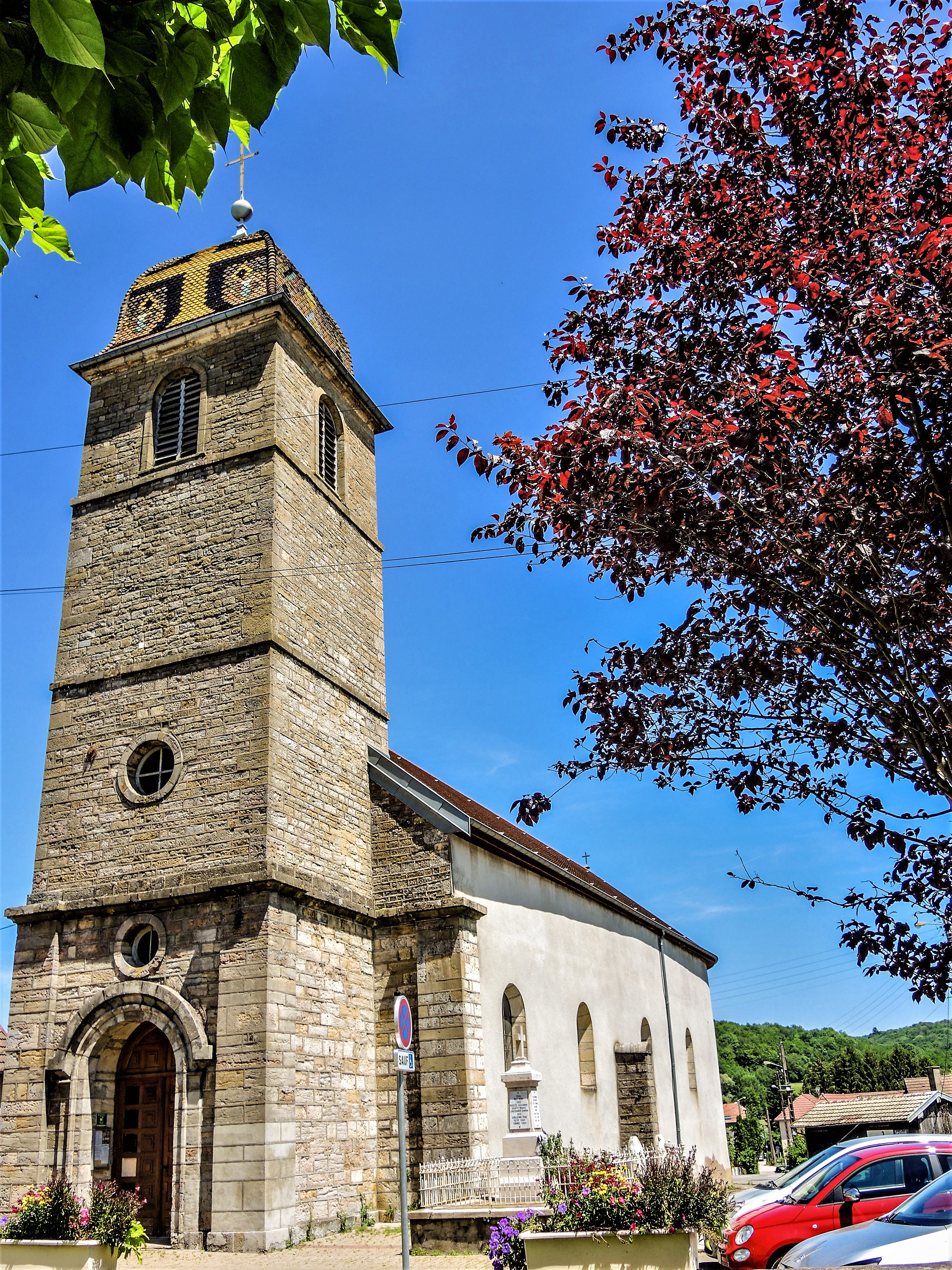
Kirche Saints-Pierre-et-Paul

- Die Dorfkirche Saints-Pierre-et-Paul wurde 1754 an der Stelle eines mittelalterlichen Vorgängerbaus (13. Jahrhundert) neu erbaut und im Jahr 1840 vergrößert.
- Der heutige Glockenturm wurde 1865 hinzugefügt.
- Das „Château“ ist ein Herrschaftshaus aus dem 18. Jahrhundert im charakteristischen Stil der Franche-Comté.
- Im ehemaligen Pfarrhaus befindet sich heute das Rathaus.

## Bevölkerung
| Jahr                       | 1962 | 1968 | 1975 | 1982 | 1990 | 1999 | 2006 | 2016 |
| Einwohner                  | 240  | 273  | 300  | 331  | 407  | 487  | 519  | 528  |
| Quellen: Cassini und INSEE |      |      |      |      |      |      |      |      |

Mit 675 Einwohnern (Stand 1. Januar 2022) gehört Busy zu den kleinen Gemeinden des Départements Doubs. Nachdem die Einwohnerzahl in der ersten Hälfte des 20. Jahrhunderts abgenommen hatte (1901 wurden noch 328 Personen gezählt), wurde seit Beginn der 1960er Jahre wieder ein deutliches Bevölkerungswachstum verzeichnet. Seither hat sich die Einwohnerzahl mehr als verdoppelt.

## Wirtschaft und Infrastruktur
Busy war bis weit ins 20. Jahrhundert hinein ein vorwiegend durch die Landwirtschaft (Ackerbau, Obstbau und Milchwirtschaft) geprägtes Dorf. Daneben gibt es heute einige Betriebe des lokalen Kleingewerbes. Mittlerweile hat sich das Dorf auch zu einer Wohngemeinde gewandelt. Viele Erwerbstätige sind Wegpendler, die in den größeren Ortschaften der Umgebung ihrer Arbeit nachgehen.
Die Ortschaft ist verkehrstechnisch gut erschlossen. Sie liegt nahe der Hauptstraße N83, die von Besançon nach Lons-le-Saunier führt. Weitere Straßenverbindungen bestehen mit Fontain, Chenecey-Buillon und Boussières.